# Andreas Gerstenmayer
Andreas Gerstenmayer (* 18. Februar 1965) ist ein deutscher Unternehmer und bekleidete von Februar 2010 bis September 2024 die Position des Vorstandsvorsitzender (CEO) des Leiterplattenherstellers AT&S mit Sitz in Leoben-Hinterberg.

## Karriere
Nachdem der aus Bayern stammende Gerstenmayer von 1985 bis 1990 die Fachhochschule Rosenheim besucht hatte und diese mit einem Dipl.-Ing. (FH) in Produktionstechnik abschloss, kam er noch im Jahre 1990 zur Siemens AG, wo er anfangs im Geschäftsgebiet Beleuchtungstechnik tätig war. So war er in den Jahren 1990 bis 1997 als Gruppenleiter der Qualitätsplanung und als Leiter des Produktsegments Feuchtraumleuchten in Traunreut in Oberbayern tätig. Danach verlagerte sich seine Arbeit ab 1997 ins Kompetenzzentrum Fahrwerke nach Graz in der Steiermark, wo er als Einkaufs-, Produktions- und Logistikleiter agierte. Diese Tätigkeit übte er bis 2000 aus, ehe er wieder nach Deutschland zurückkehrte, um in Erlangen für Siemens im Geschäftsbereich Transportation Systems zu arbeiten. Hierbei war er bis 2003 mit der Gesamtprojektleitung internationaler Restrukturierungsprogramme beauftragt und wechselte daraufhin zur Siemens Transportation Systems GmbH zurück nach Graz. Hier war er bis 2008 Geschäftsführer und CEO der Geschäftseinheit Fahrwerke Graz (World Headquarters).
Ab 1. Jänner 2009 war er als persönlicher Gesellschafter der FOCUSON Business Consulting GmbH in Graz, Wien und Berlin tätig und übernahm im Februar 2010 den vakanten Posten als CEO und Vorstandsvorsitzenden des weltweit führenden Leiterplattenherstellers AT&S mit Sitz in Leoben-Hinterberg in der Steiermark. In dieser Funktion hat er die Vollziehung der Beschlüsse des Vorstands, des Aufsichtsrats und der Hauptversammlung zu veranlassen und zu überwachen. Mit Übernahme dieser Position hat sich Gerstenmayer, der der österreichischen Industriellenvereinigung angehört, aus dem operativen Consulting-Geschäft zurückgezogen, wobei seinem Lebenslauf auf der offiziellen Webpräsenz von AT&S zu entnehmen ist, dass er erst 2012 sämtliche Aufsichtsratsmandate oder vergleichbare Funktionen in anderen in- oder ausländischen Gesellschaften zurücklegte. Mit einem Beschluss der Steiermärkischen Landesregierung vom 26. Januar 2012 wurde DI (FH) Andreas Gerstenmayer in das Beratungsgremium Forschungsrat Steiermark geholt, wo er fortan als Vorsitzender agiert und ihm die Agenden aus den Bereichen Vertrieb und Marketing, Human Resources, Investor Relations, Public Relations und Interne Kommunikation sowie Business Development und Strategie obliegen.
Andreas Gerstenmayer ist verheiratet und Vater von drei Kindern.